# Gočovo
Gočovo és un poble i municipi d'Eslovàquia. Es troba a la regió de Košice, a l'est del país. Està situat a l'oest de la regió, a la conca hidrogràfica del riu Hernád, ia prop de la frontera amb la Regió de Banská Bystrica i Hongria.

## Demografia
| Godina             | 1994 | 2004   | 2014   | 2024    |
| ------------------ | ---- | ------ | ------ | ------- |
| Nombre de persones | 404  | 403    | 369    | 291     |
| Diferència         |      | −0,24% | −8,43% | −21,13% |

| Godina             | 2023 | 2024   |
| ------------------ | ---- | ------ |
| Nombre de persones | 297  | 291    |
| Diferència         |      | −2,02% |